# Monastère de Graefenthal
Le monastère de Graefenthal ou Nouveau cloître (en allemand : Kloster Graefenthal) est un ancien monastère cistercien qui était situé entre Kessel (nl) et Asperden (nl), dans la municipalité de Goch (arrondissement de Clèves), en Allemagne.

## Histoire
Le nom Graefenthal vient du latin vallis comitis (« vallée du comte »). Le monastère a été fondé en 1248 par le comte Otton II de Gueldre sur l'insistance de sa femme Marguerite de Clèves. L'église du monastère a été le premier bâtiment du complexe monastique. En 1251, le corps de Marguerite de Clèves y fut inhumé. Les premières religieuses (pour la plupart des femmes nobles non mariées) ont emménagé dans le monastère en 1250. Dans la seconde moitié du XIIIe siècle, le monastère a prospéré, en partie grâce au pouvoir des comtes de Gueldre. Le monastère possédait de vastes terres et des fermes dans la région grâce à des dons. En outre, il détenait les droits de patronage des églises de Kessel, Asperden, Hommersum (nl)  et Hassum (nl).
Jusqu'en 1376, treize comtes et ducs de Gueldre ont reçu leur sépulture dans l'église du monastère.
Pendant les guerres de Bourgogne dans la seconde moitié du XVe siècle, le monastère est durement touché par les pillages et les incendies. Après 1474, il est reconstruit avec l'aide du duc Jean II de Clèves.
En 1802, le monastère est sécularisé. À cette époque, le domaine se composait de 36 fermes et 3 600 morgen (nl) de terres. Après 1802, les activités agricoles s'y poursuivent, mais le domaine se délabre. Les bâtiments sont vendus à diverses personnes et l'église du monastère est démolie. Les éléments en pierre sont utilisés pour la construction de l'église Martin à Pfalzdorf (de). Cependant, le monument funéraire d'Otton II de Gueldre est resté à Graefenthal. Il demeure à l'air libre depuis 1808 et jusqu'à récemment, il était seulement protégé contre de nouvelles dégradations par un simple toit en bois. Depuis 2019/2020, celui-ci a été remplacé par une construction moderne en acier et plexiglas, de style quasi-gothique.
Les archives du monastère sont conservées dans la bibliothèque du Collège Augustinianum de Gaesdonck (de).

### Comtes et ducs de Gueldre inhumés à Graefenthal
Les comtes et ducs de Gueldre inhumés avec leurs épouses à Graefenthal sont :
- le comte Otton II († 1271), sa première épouse Margaretha de Clèves († 1251) et sa seconde épouse Philippine de Dammartin († 1277/1281) ;
- le comte Renaud Ier († 1326), sa première épouse Ermengarde de Limbourg († 1283) et sa seconde épouse Margaretha van Vlaanderen († 1331) ;
- le duc Renaud II († 1343) et sa première épouse Sophia Berthout († 1329) — sa seconde épouse Aliénor († 1355) fut inhumée dans un monastère franciscain à Deventer ;
- le duc Édouard († 24 août 1371) ;
- le duc Renaud III († 4 décembre 1371) — son épouse Marie de Brabant († 1399) fut inhumée par son père dans un monastère franciscain à Bruxelles.

## Situation actuelle
Le complexe du monastère est toujours très reconnaissable grâce aux canaux et aux murs intacts. Le portail du côté sud a été principalement construit dans la seconde moitié du XVIIIe siècle. Le pigeonnier, datant de la même époque, a également été conservé.
L'aile nord du cloître avec neuf contreforts et fenêtres de style gothique subsiste encore dans le bâtiment actuel du monastère. Le cloître a une voûte en côtes et date du XVe siècle. La salle capitulaire est située à côté de ce cloître.
Actuellement, l'ancien complexe monastique est une propriété privée. Il est cependant ouvert au public tous les jours comme lieu d'événement et il est particulièrement apprécié des associations étudiantes qui y célèbrent leur gala.

## Galerie

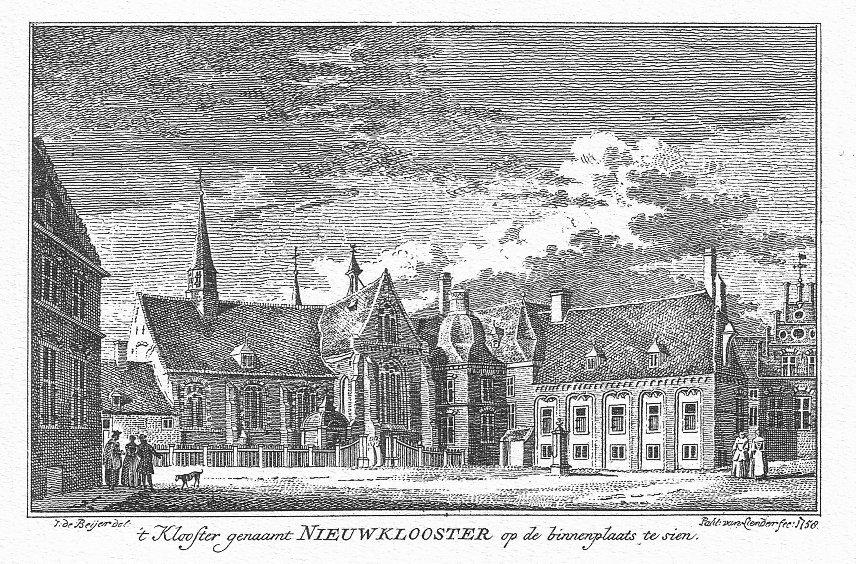
Gravure du monastère par Jan de Beijer (1703–1780) vers 1758
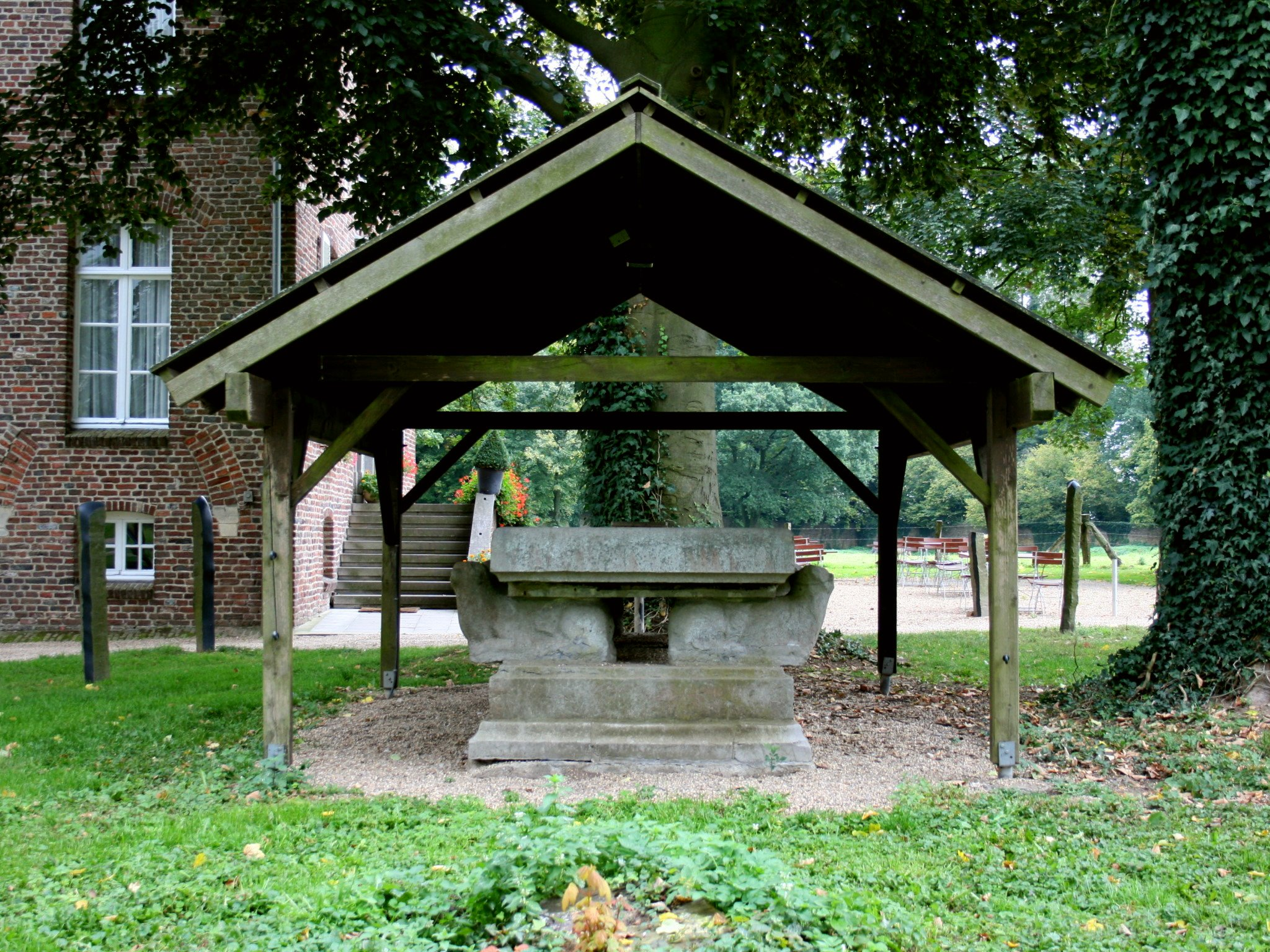
Le tombeau de d'Otton II alors protégé par une structure en bois
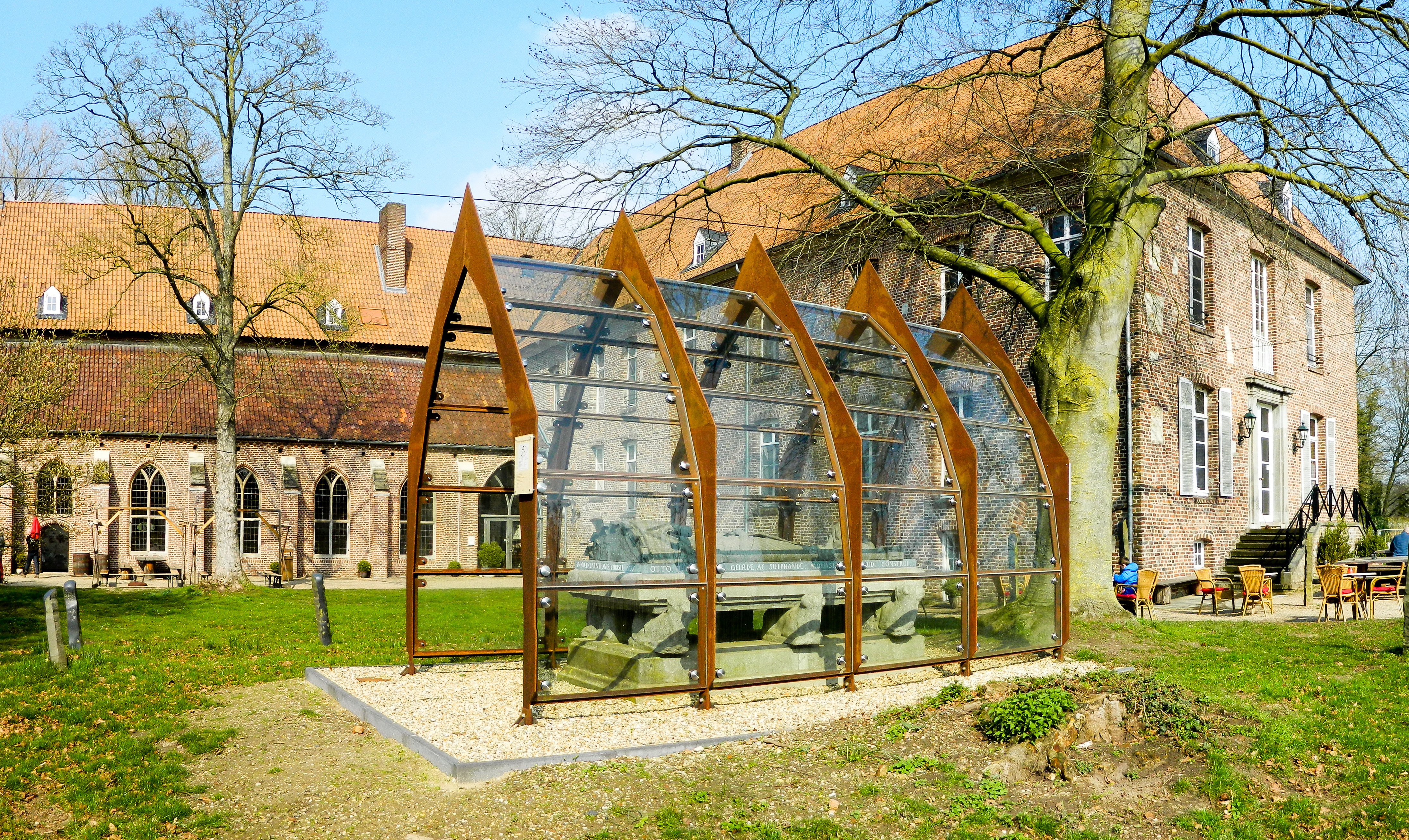
Le même tombeau aujourd'hui sous une structure en métal et plexiglas
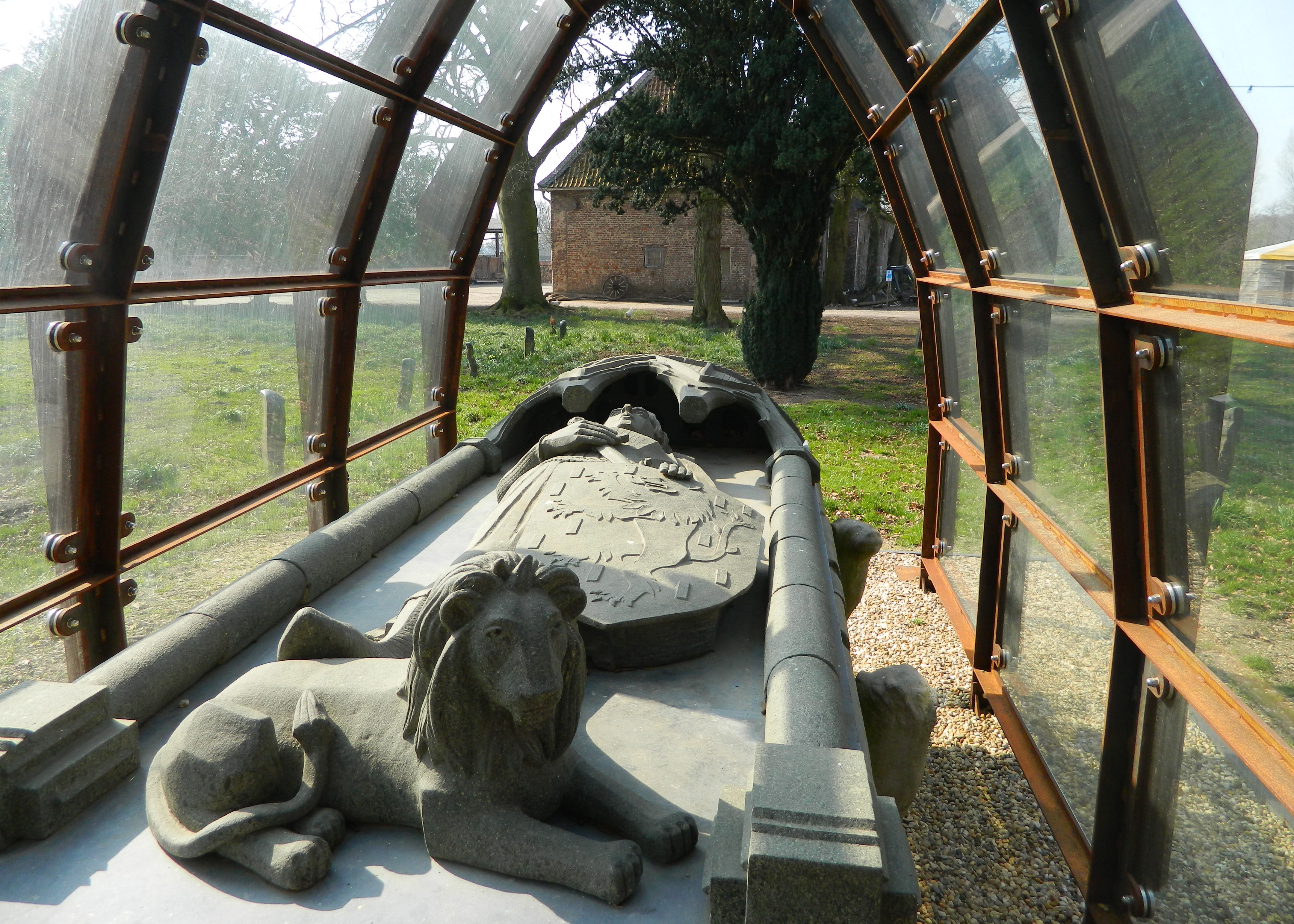
Détail du tombeau
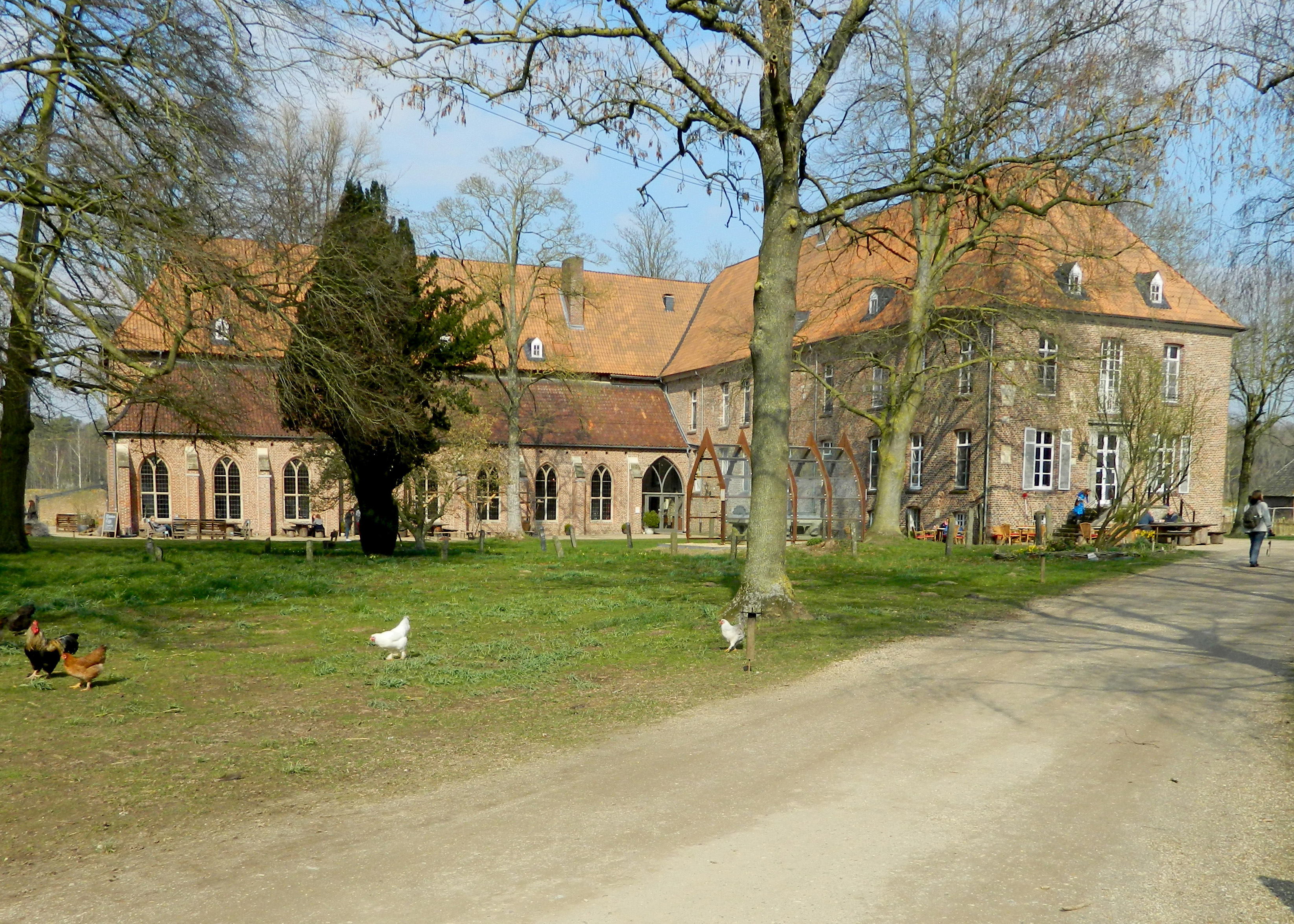
L'ancien couvent et l'aile nord du cloître
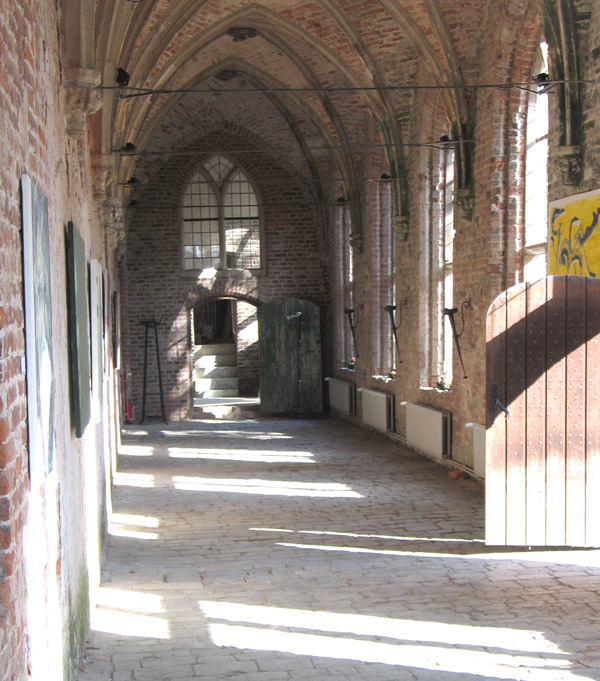
Partie nord du monastère
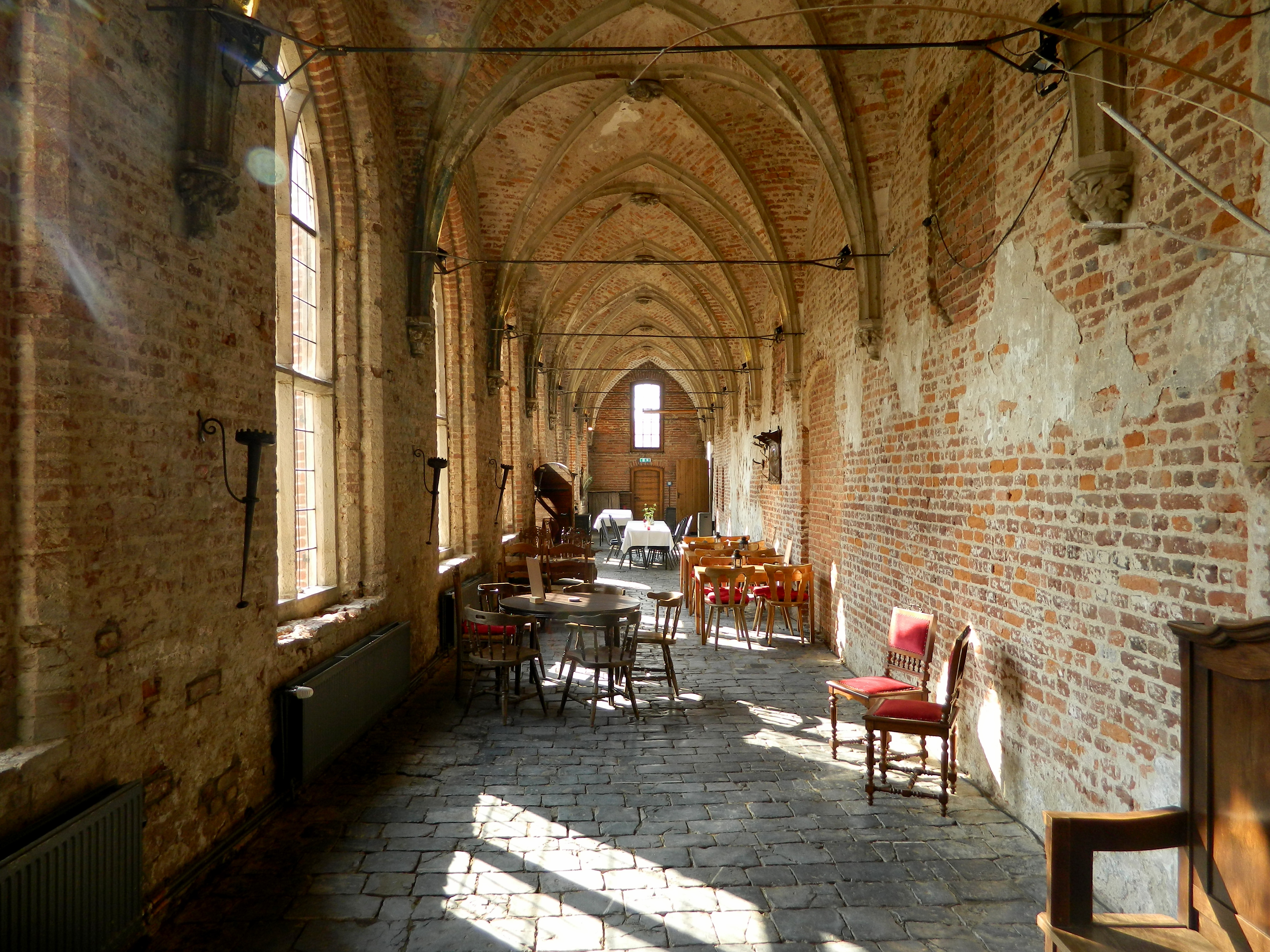
Partie nord du monastère
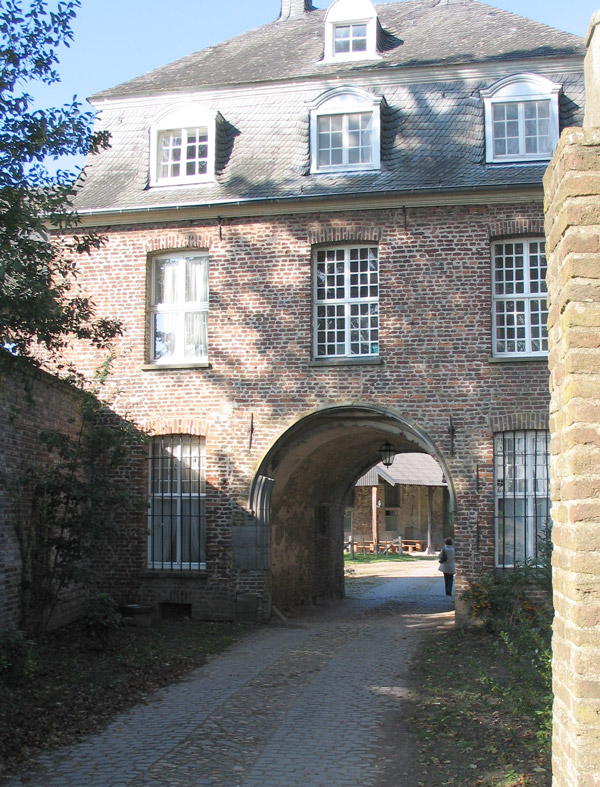
Le portail
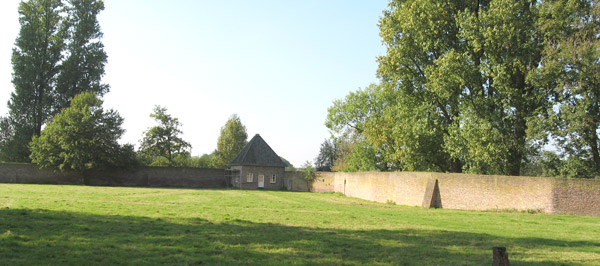
Vue partielle des murs d'enceinte du monastère
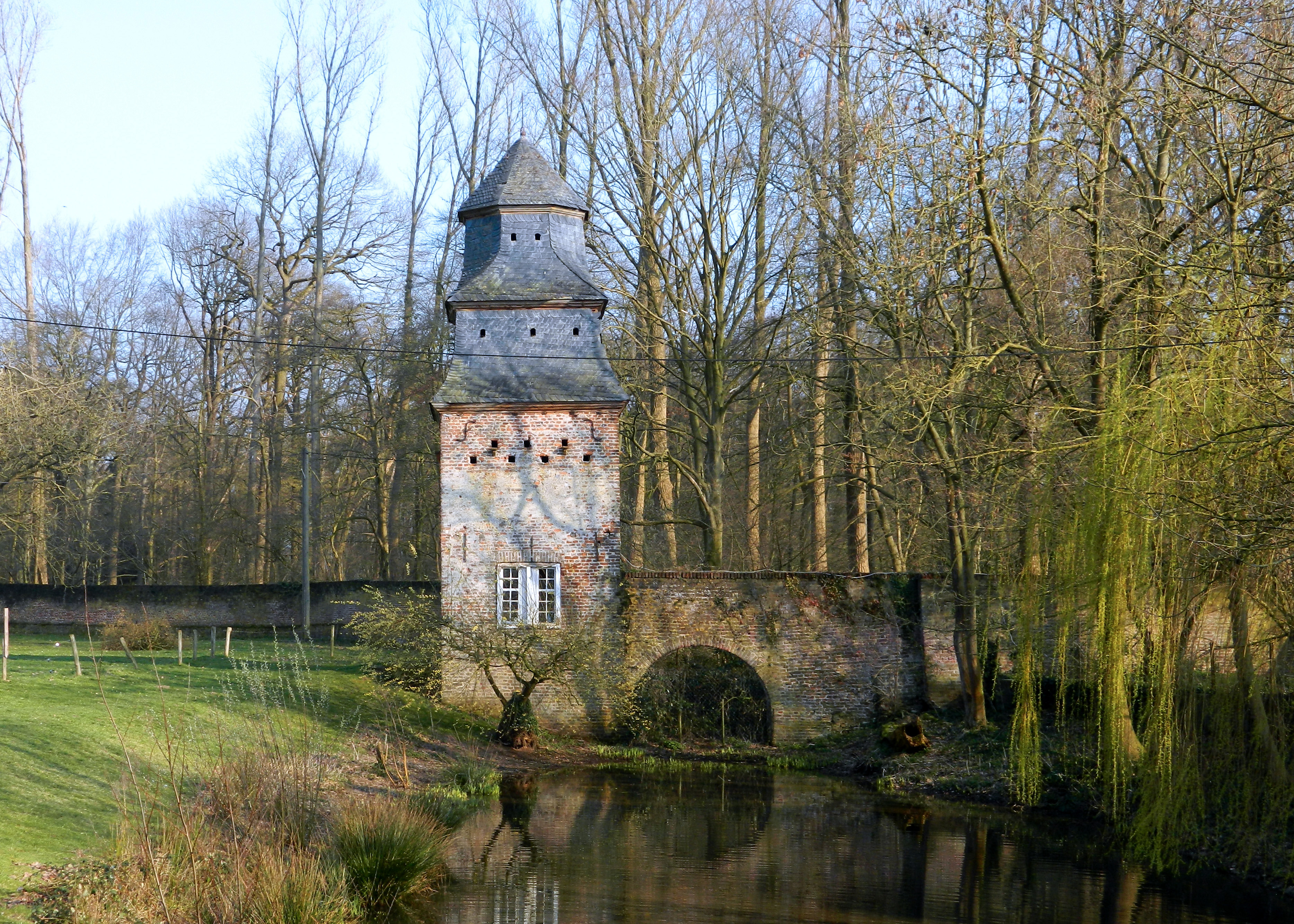
Le pigeonnier préservé du monastère